# 유타 준주
유타 준주(Utah Territory)는 준주 기본법이 성립된 1850년 9월 9일부터 주로 승격이 인정된 1896년 1월 4일까지 존재한 미국의 자치 영토, 즉 준주이다.

## 개요
유타 준주는 1850년에 연방 의회의 기본법에 의해 만들어졌으며, 그 날은 캘리포니아가 미국의 주로 인정받은 날이기도 했다. 준주의 창설은 노예주와 자유주 사이의 힘의 균형을 유지하는 것을 목표로 한 1850년 타협의 일부였다. 1819년 〈애덤스 오니스 조약〉으로 스페인에서 획득한 영역에서, 현재 콜로라도에 있는 콜로라도강 수원 주변의 작은 영역을 제외한 유타 준주의 전역은 〈과달루페 이달고 조약〉으로 멕시코로부터 획득한 것이었다.
유타 준주의 창설은 1847년에서 솔트레이크 계곡에 정착한 몰몬교 개척자들이 보낸 청원의 결과이기도 했다. 브리검 영의 지도 하에 있던 몰몬교도들은 연방 의회에 데저릿 주(꿀벌 주)로서 미합중국에 가맹 청원을 했고, 그 주도는 솔트레이크 시티, 제안한 지역은 그레이트 베이슨 전체와 콜로라도 강 유역에 걸쳐 있었으며, 현재 9개 주 모두 또는 부분을 포함하고 있었다. 몰몬교 개척자는 1849년에 헌법안을 제정하고 데저릿이 유타 준주가 될 때까지 사실상 그레이트 베이슨의 정부가 되었다.
준주의 창설에 이어 1851년 2월 9일, 브리검 영이 초대 주지사로 취임했다. 10월 준주 의회 제1회기에서 데저레트 의회에서 법제화된 법이나 조례를 모두 채택했다.
준주를 몰몬교도가 지배하고 있던 것은 미국의 다른 지역에서 논란의 불씨가 되었다. 개척자가 행하는 일부다처제는 센세이셔널한 신문 기사의 연속에 의해 증폭되고 있었다. 이것은 몰몬교도가 그 이전에 더 동쪽 지역에서 개척지를 설립하려고 한 후, 그레이트 솔트레이크 계곡으로 흘러온 이유의 일부이기도 했다.
그레이트 솔트레이크 분지의 주민의 대다수는 몰몬교도였지만, 준주의 서부에는 많은 비몰몬 사람들을 유치하기 시작했다. 1861년, 이것에 일부 기인하고 준주 서부에 네바다 준주가 만들어졌다. 같은 해 준주 동부의 큰 지역은 신설된 콜로라도 준주의 일부로 편입되었다.
1869년에는 캘리포니아와 동부에서 동시에 철도가 성장해 왔지만, 준주를 지배하고 있는 몰몬교도는 특별한 혜택으로 생각하지 않았다. 첫 대륙 횡단 철도를 개통시키는 프로몬토리 정상 회의에서 황금의 못을 치는 의식은 그레이트 솔트레이크 분지 외부에서 침입받을 것을 걱정했던 준주 지역 관리들이 보이콧했다.
준주를 몰몬교라는 종교가 지배함으로써 증폭된 논란은 준주가 된 후 1896년에 미합중국의 주로 승격할 때까지 46년간이나 걸린 중요한 이유라고 생각된다. 대조적으로 네바다 준주 인구가 적었지만, 준주 설립 불과 3년 후인 1864년에 주 승격을 인정받았다. 이것은 연방 정부가 네바다 준주의 은 광맥을 공고히 유지하려고 생각한 결과가 큰 요인으로 생각되고 있다. 콜로라도도 1876년에 주 승격을 마쳤다.